# Upplands runinskrifter 918
Upplands runinskrifter 918 är en runsten i Blacksta, nordväst om Jumkil, Uppsala kommun. Stenen är rest ett par meter sydväst om den gamla landsvägen. Stenen står troligen nära sin ursprungliga plats, men flyttades ett par meter västerut i samband med en breddning av vägen 1949.

## Stenen

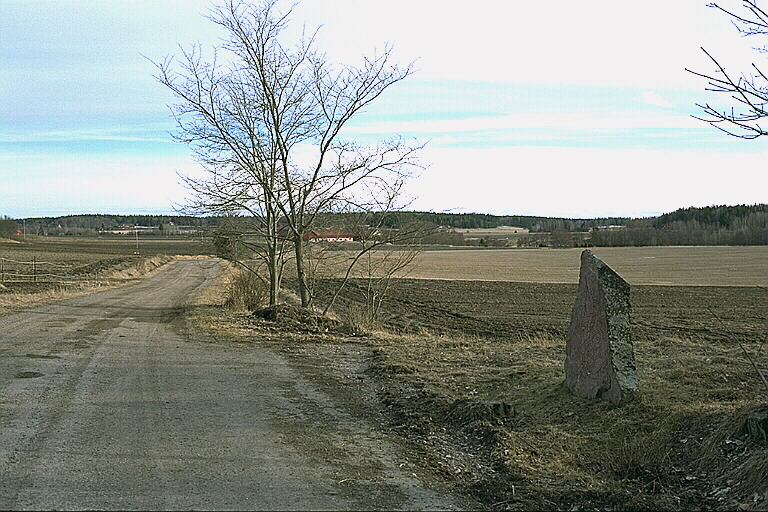
Runstenen utmed gamla landsvägen i Blacksta.

Runstenen är i röd granit, 1,64 meter hög och 1,35 meter bred (nedtill).

## Inskriften
Runorna är djupare ristade än ornamenteringen.
Translitterering av runraden:
+ kuþfastr + hiok × sten + hefiʀ [ket]ilmunt + sun + sen +
Normalisering till runsvenska:
Guðfastr hiogg stæin æftiʀ Kætilmund, sun sinn.
Översättning till nusvenska:
Gudfast högg stenen efter Kättilmund, sin son.
Namnet Gudfast förekommer också på runstenen U 919 som också den är rest i Blacksta. Förmodligen är det samma man som avses.